# Classe préparatoire économique et commerciale

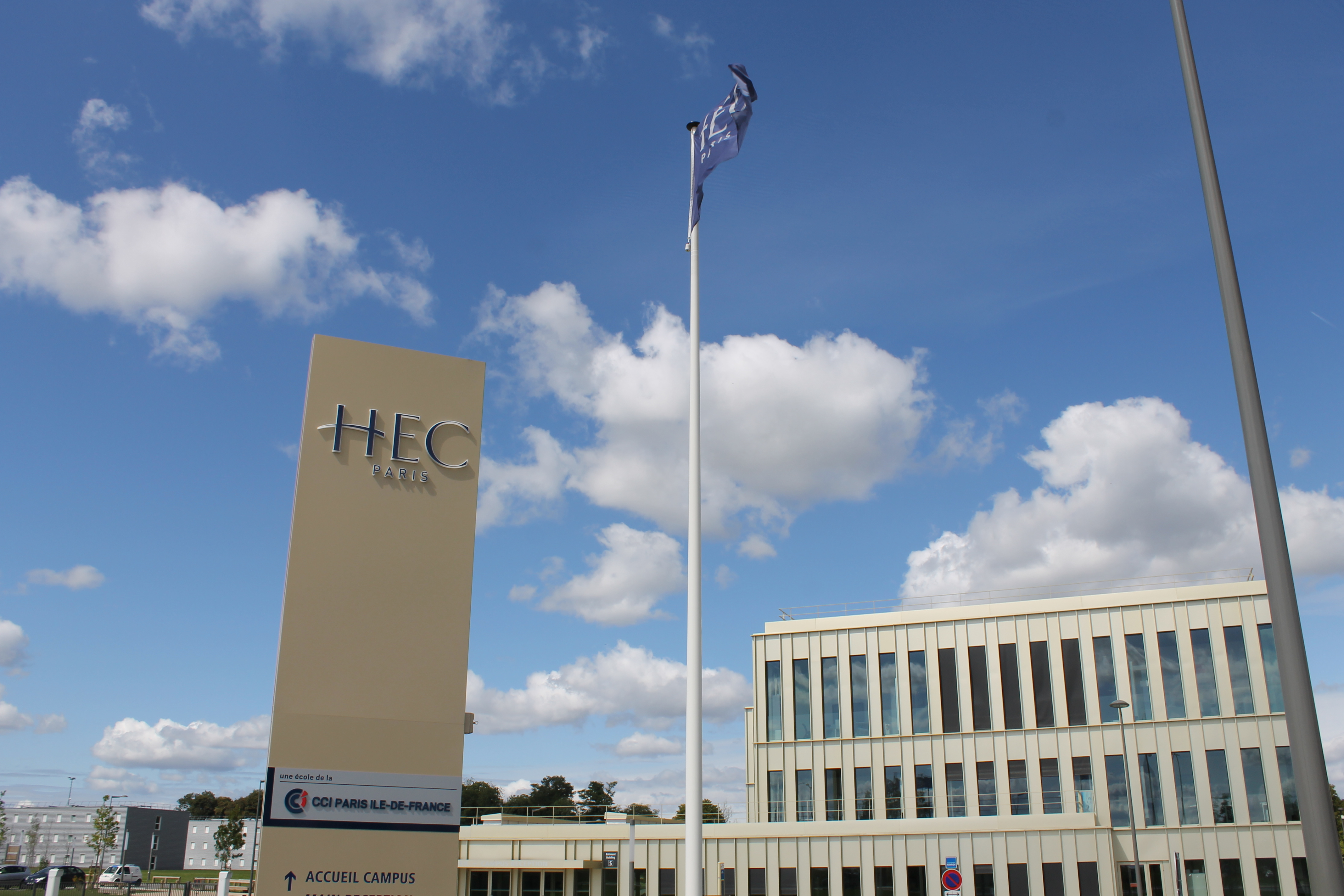
HEC Paris, première école de commerce européenne selon le classement 2019 du Financial Times

Les classes préparatoires économiques et commerciales (EC, autrefois appelées « prépa HEC » ou « épice » en argot scolaire) sont, en France, une des trois filières des classes préparatoires aux grandes écoles et préparent aux concours des écoles supérieures de management, de commerce et de gestion (HEC, ESSEC, ESCP, EM Lyon , EDHEC puis SKEMA, Neoma, Audencia, GEM, KEDGE, TBS Education et autres ESC). Quatre postes de normaliens sont également disponibles au concours de l'École normale supérieure Paris-Saclay.
Plus de 20 000 étudiants étaient inscrits en classes préparatoires économiques et commerciales durant l'année scolaire 2015 - 2016.
Les élèves en CPGE aux grandes écoles de commerce avaient en général obtenu de très bons résultats au lycée ; ainsi, selon le Ministère de l'Education nationale, en 2005, 81 % d'entre eux avaient obtenu une mention au baccalauréat (ce chiffre n'étant que de 36 % au niveau national),.

## Historique
C'est en 1920 qu'apparaissent les premières classes préparatoires aux grandes écoles de commerce appelées par les lycées « EC » ou « HEC », les élèves emploient alors plus vulgairement le terme de « prépa épices » pour les désigner. La préparation ne dure alors qu'un an et les enseignements suivent directement le programme du baccalauréat. La formation est élargie à 2 ans durant l'année scolaire 1995-1996 s'alignant ainsi sur le modèle des classes préparatoires scientifiques et littéraires.
Date de création des classes préparatoires commerciales :
- 1920 au lycée Carnot (Paris)[7] ;
- 1944 au lycée Michelet (Vanves)[8];
- 1956 au lycée Faidherbe ;
- 1977 à IPÉSUP[9] ;
- 1986 à Saint-Louis de Gonzague[10] ;
- 1989 à Saint-Jean de Passy[11] ;
- 1989 à Saint-Jean de Douai[12] ;
- 1991 au lycée Saint-Louis[13].

## Généralités
Les classes préparatoires économiques et commerciales se déclinent en plusieurs voies :
- voie générale (ECG) (anciennement, jusqu'en 2021, voie économique (ECE) pour les anciens élèves de terminale ES ou L ou voie scientifique (ECS) pour les anciens élèves de terminale S) ;
- voie technologique (ECT) ;
- classes préparatoires à l'École normale supérieure de Rennes, option D1 ou à l'École normale supérieure Paris-Saclay, option D2.

Il n'existe pas de préparation spécifique aux écoles à dominantes économique et/ou commerciale pour les littéraires, mais des épreuves spécifiques leur sont proposées au concours d'entrée de nombre d'écoles de commerce, via la Banque d'épreuves littéraires.
La durée des études en classe préparatoire commerciale est passée de un à deux ans en 1996. Il était toutefois plus courant de redoubler avant cette réforme, qui a finalement institutionnalisé une pratique courante. En outre, elle a aligné les formations commerciales aux autres formations de niveau comparable, faisant passer l'ensemble du cursus de bac+4 à bac+5. Actuellement[Quand ?] la formation dure deux ans mais la pratique du redoublement au terme de la seconde année (« cuber » dans l'argot estudiantin) devient de plus en plus courante, se rapprochant de la pratique des CPGE scientifiques.

## Statistiques
Selon les statistiques du ministère de l'éducation, 19 447 élèves étaient inscrits en classes préparatoires économiques et commerciales durant l'année 2009-2010, dont 54,8 % de filles. Ils sont répartis dans environ 500 classes dans des établissements différents, en grande majorité des lycées. On trouve 10 256 élèves en première année et 9 191 en seconde année. 5 044 d'entre eux sont inscrits dans des établissements privés, soit environ 26 % des élèves.
Environ 47,3 % d'entre eux ont obtenu un baccalauréat scientifique, 42,2 % un baccalauréat économique et social et 9 % un baccalauréat technologique.

## Voies

### Anciennes voies

#### Voie économique
La voie économique (ECE : économique et commerciale option économique), créée en 1981, est destinée aux élèves issus de Terminale ES (toutes spécialités) et Terminale L (spécialité « mathématiques »). L'enseignement dispensé dans cette voie offre une formation philosophique, littéraire et linguistique, mais aussi économique et mathématique, de haut niveau. Dans la voie économique, l'économie, sociologie et histoire (ESH) remplace l'histoire, géographie et géopolitique (HGG) de la voie scientifique.
Pour la voie économique, les matières enseignées sont :
| Matière                                                | Cours |
| ------------------------------------------------------ | ----- |
| Mathématiques                                          | 6 h   |
| TD Mathématiques                                       | 2 h   |
| TP Informatique (Scilab)                               | 1 h   |
| Économie, Sociologie et Histoire du Monde Contemporain | 6 h   |
| Économie approfondie                                   | 2 h   |
| Langue vivante 1                                       | 3 h   |
| Langue vivante 2                                       | 3 h   |
| Culture Générale - Littérature                         | 3 h   |
| Culture Générale - Philosophie                         | 3 h   |
| Éducation Physique et Sportive (en option)             | 2 h   |

À ces horaires s'ajoutent des plages d'interrogation orale (khôlles).
Les écoles ne font pas passer la même épreuve de culture générale. Toutes font passer la dissertation de 4 heures mais elles font ensuite passer soit une contraction de texte en 300 mots, soit en 400 mots, soit une synthèse, selon les écoles. L'informatique (langage : Scilab depuis la rentrée 2013 en première année, et 2014 en seconde année) est évaluée à l'écrit et à l'oral au sein des épreuves de mathématiques.
Depuis la rentrée 2013 en première année et 2014 en seconde année, l'Économie, Sociologie et Histoire du Monde Contemporain (E.S.H.) a remplacé l'A.E.H.S.C à l'occasion du changement de programme. Les horaires sont restés inchangés.
Les coefficients des matières diffèrent aux concours en fonction des écoles présentées, il en est de même pour les épreuves.

#### Voie scientifique

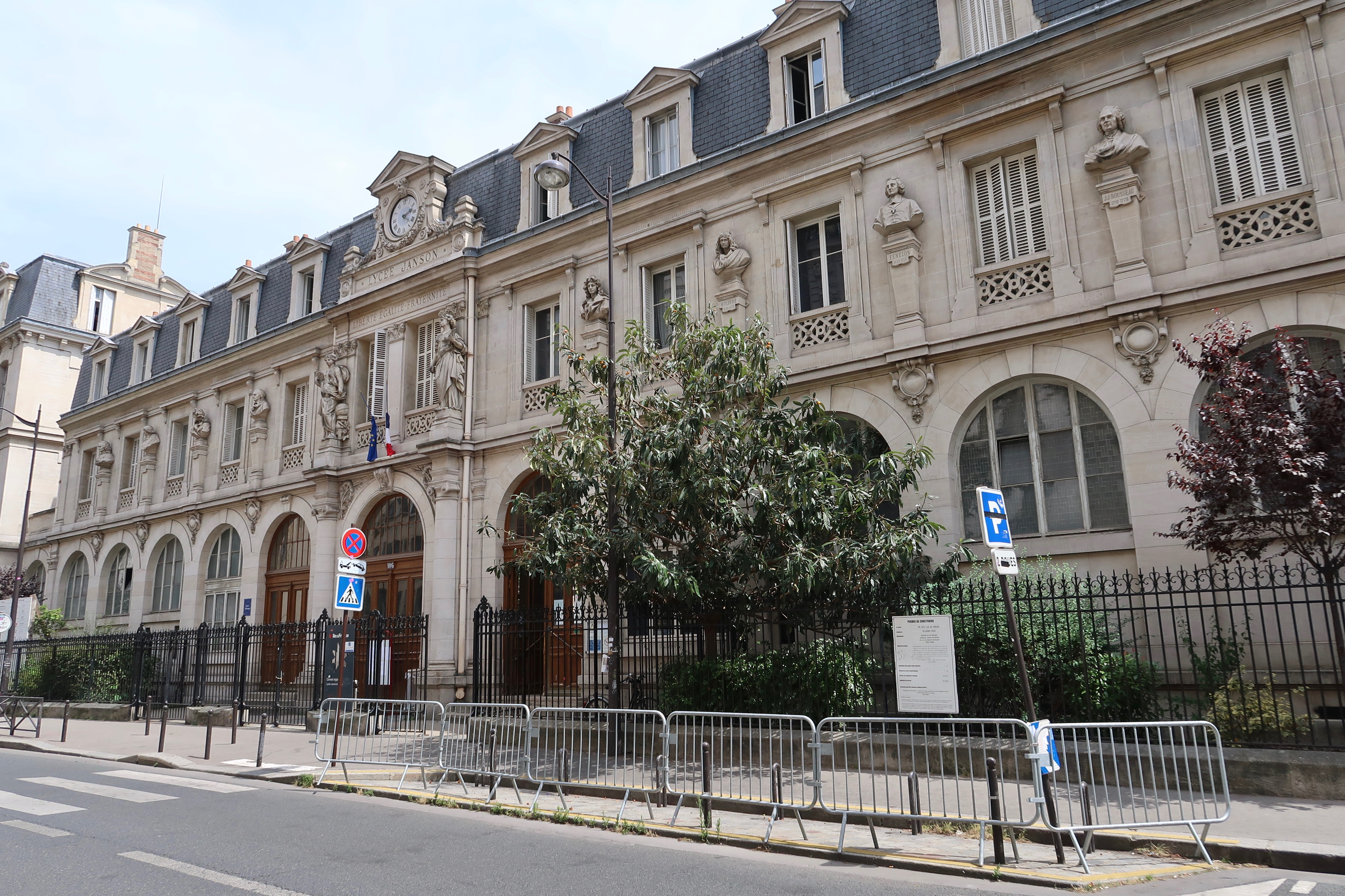
Avec 95 élèves en ECS 2, le lycée Janson-de-Sailly avait le plus important effectif durant l'année scolaire 2009-2010.

La voie scientifique (ECS : économique et commerciale option scientifique) est destinée aux élèves issus de Terminale S. L'enseignement dispensé dans cette voie offre une formation généraliste (philosophique, littéraire, linguistique, historique, géographique et géopolitique) et mathématique de haut niveau.
Pour la voie scientifique, les matières enseignées sont :
| Matière                                                    | Cours |
| ---------------------------------------------------------- | ----- |
| Mathématiques                                              | 7 h   |
| TD Mathématiques                                           | 2 h   |
| TP Informatique (Scilab)                                   | 1 h   |
| Histoire, géographie et géopolitique du monde contemporain | 6 h   |
| Langue vivante 1                                           | 3 h   |
| Langue vivante 2                                           | 3 h   |
| Culture Générale - Littérature                             | 3 h   |
| Culture Générale - Philosophie                             | 3 h   |
| Économie (en option)                                       | 1 h   |
| Éducation Physique et Sportive (en option)                 | 2 h   |

À ces horaires s'ajoutent des plages d'interrogation orale (colles) dans toutes les matières à l'exception de l'économie.
Les coefficients des matières diffèrent aux concours en fonction des écoles présentées, il en est de même pour les épreuves. Toutes font passer les mathématiques, les langues, l'histoire-géographie et géopolitique et la culture générale, mais de façon différente. De plus, les écoles ne font pas passer la même épreuve de culture générale. Toutes font passer la dissertation de 4 heures mais elles font ensuite passer soit une contraction de texte en 300 mots, soit en 400 mots, soit une synthèse, selon les écoles. L'informatique (langage : Scilab depuis la rentrée 2013 en première année, et 2014 en seconde année) est évaluée à l'écrit et à l'oral au sein des épreuves de mathématiques.

### Voies actuelles depuis 2021

#### Voie générale
La voie générale (ECG) remplace à partir de la rentrée 2021 les voies scientifique et économique afin de prendre en compte la réforme du baccalauréat votée en 2018 par le Parlement français. Ses enseignements reprennent ceux des anciennes voies ECS et ECE. Les étudiants peuvent, conformément au nouveau bac et au décloisonnement permis par ce dernier, sélectionner quatre parcours mêlant un enseignement de sciences humaines ainsi qu'un enseignement de mathématiques.
L'enseignement d'histoire, géographie et géopolitique du monde contemporain (HGG) n'est donc plus obligatoirement lié à celui de mathématiques d'un niveau supérieur à celui des étudiants étudiant l'économie, sociologie et histoire des sociétés contemporaines (ESH).
| Matière                                                      | Cours        |
| Tronc commun                                                 | Tronc commun |
| ------------------------------------------------------------ | ------------ |
| Langue vivante 1                                             | 3 h          |
| Langue vivante 2                                             | 3 h          |
| Culture Générale                                             | 6 h          |
| Travaux pratiques d’informatique                             | 1 h          |
| Éducation Physique et Sportive (en option)                   | 2 h          |
| Enseignement de sciences humaines (au choix)                 |              |
| Économie, sociologie et histoire des sociétés contemporaines | 8 h          |
| Histoire, géographie et géopolitique du monde contemporain   | 7 h          |
| Enseignement de mathématiques (au choix)                     |              |
| Mathématiques approfondies                                   | 9 h          |
| Mathématiques appliquées                                     | 8 h          |

#### Voie technologique

Le lycée Voltaire d'Orléans accueille l'une des 35 classes d'ECT de France.

La voie technologique (ECT : économique et commerciale option technologique), créée en 1976, est destinée aux élèves issus de baccalauréats technologiques, principalement des baccalauréats STMG.
| Matière                               | Cours               |
| ------------------------------------- | ------------------- |
| Mathématiques                         | 6 h (dont 2h de TD) |
| Management et gestion des entreprises | 5 h (dont 2h de TD) |
| Économie                              | 3 h                 |
| Droit                                 | 3 h                 |
| Langue vivante 1                      | 4 h                 |
| Langue vivante 2                      | 5 h                 |
| Culture Générale - Lettres            | 3 h                 |
| Culture Générale - Philosophie        | 3 h                 |
| Éducation Physique et Sportive        | 2 h                 |

À ces horaires s'ajoutent des plages d'interrogation orale (colles).

#### Voie droit et économie (ENS Rennes D1)
L’originalité de cette voie, comme la voie économie et gestion, réside dans le fait que les étudiants suivent un double cursus, partagé entre le lycée et l’université où certains enseignements leur sont dispensés pendant les deux premières années de Licence, selon un emploi du temps aménagé.

#### Voie économie et gestion (ENS Cachan D2)
La classe préparatoire à l’École Normale Supérieure (ENS) Paris-Saclay en économie et en gestion est destinée aux bacheliers des filières S et ES (et à quelques bacheliers STMG). L’originalité de cette voie, comme la voie droit et économie, réside dans le fait que les étudiants suivent un double cursus, partagé entre le lycée et l’université où certains enseignements leur sont dispensés pendant les deux premières années de Licence, selon un emploi du temps aménagé.
Les matières enseignées au lycée sont :
| Matière                                                | Cours                              |
| ------------------------------------------------------ | ---------------------------------- |
| Analyse économique générale                            | 2 h                                |
| Analyse monétaire et/ou Politique économique           | 2 h                                |
| Mathématiques et statistiques                          | 2 h en 1re année / 3 h en 2e année |
| Option (à dominante économique ou à dominante gestion) | 2 h en 1re année / 3 h en 2e année |
| Approfondissement méthodologique                       | 2 h                                |
| Langue vivante                                         | 2 h                                |

À ces horaires s’ajoutent des heures d’interrogations orales (dites « khôlles »).
Si l’objectif de cette classe préparatoire est la préparation au concours d’entrée au département Économie et Gestion de l’ENS Paris-Saclay (28 places en 2014), ses débouchés sont plus larges :
- Concours d’entrée à l’ENSAI (École Nationale de la Statistique et de l’Analyse de l’Information). Les épreuves sont communes à celles du concours d’entrée à l’ENS Paris-Saclay, mais assorties de coefficients spécifiques.
- Concours d’entrée en écoles de commerce. L’accès y est possible par deux voies différentes :
- l’admissibilité au concours de l’ENS Paris-Saclay confère l’admissibilité à plusieurs écoles (EM Lyon, Audencia Nantes, ESC Grenoble, Banque Ecricome) ; les étudiants passent alors les épreuves orales spécifiques à ces écoles.
- l’admission parallèle ouverte aux titulaires d’un diplôme de niveau Bac + 2 (ex : EDHEC, Brest Business School, banque d’épreuves Tremplin 1, Passerelle 1, SKEMA Business School, Enass).

Les étudiants peuvent aussi postuler dans les filières universitaires sélectives (comme les Magistères d’économie, de sciences de gestion, de banque finance) ou continuer en troisième année de Licence à l’université. Il est à noter que l’accès à la L3 sélective « Information et Communication » du CELSA n’est possible que par la voie de l’admissibilité à l’ENS Paris-Saclay.

#### Voie professionnelle
La voie professionnelle (ECP : économique et commerciale voie professionnelle) est exclusivement réservée aux élèves issus d'un baccalauréat professionnel tertiaire. Il s'agit d'une classe préparatoire ECT (voie technologique) en trois ans.
Il en existe trois en 2015 :
- au lycée Jean-Perrin, à Marseille[24] ;
- au lycée de la Venise-Verte, à Niort[25] ;
- au lycée René-Cassin, à Strasbourg[26].

## Débouchés
À l'issue des deux ans de formation, de nombreuses écoles de management recrutent sur concours ou sont regroupées en banques communes :
- Banque commune d'épreuves (regroupant une vingtaine d'écoles dont HEC, ESSEC, ESCP, EDHEC, EM Lyon, Audencia ou GEM qui sont conceptrices de sujets)
- Ecricome (regroupant NEOMA Business School, KEDGE Business School, Rennes School of Business, Montpellier Business School, EM Strasbourg).

À signaler aussi, la Banque d'Épreuves des Concours des Écoles d'Actuariat et Statistique (BECEAS), qui recrute sur le programme de voie S.
Il est possible également d'intégrer l'une des écoles normales supérieures (ENS) ou de continuer ses études à l'université (reconnaissances de parcours via des conventions entre CPGE et universités).